# صناعات تكترونيك
شركة صناعات تكترونيك المحدودة ( TTI Group أو TTI ) هي شركة متعددة الجنسيات مقرها هونج كونج تقوم بتصميم وإنتاج وتسويق الأدوات الكهربائية ؛ معدات الطاقة في الهواء الطلق. الأدوات اليدوية، وأجهزة العناية بالأرضيات. وكانت رائدة في أدوات الطاقة اللاسلكية التي تعمل ببطاريات الليثيوم أيون القابلة لإعادة الشحن.  
تصنع الشركة منتجاتها في الصين وفيتنام والولايات المتحدة والمكسيك وأوروبا، وفي عام 2022، بلغت مبيعاتها السنوية 13.3 مليار دولار أمريكي.